# Getto w Warcie

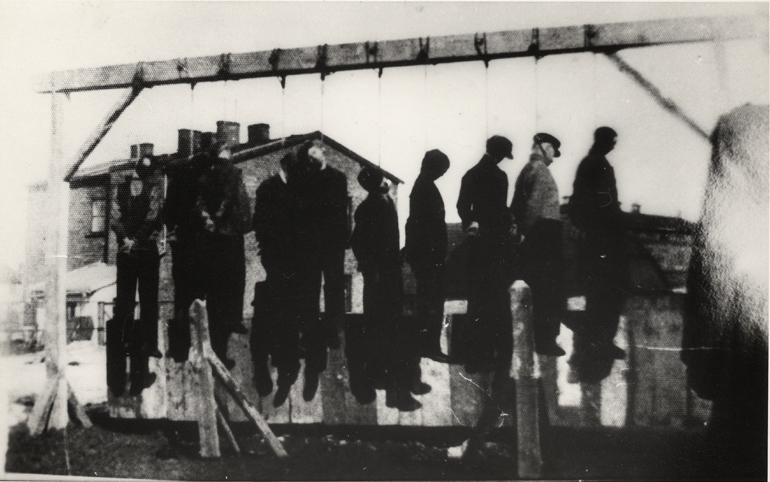
Publiczna egzekucja Żydów, w tym rabina i przewodniczącego Judenratu, 14 kwietnia 1942 roku

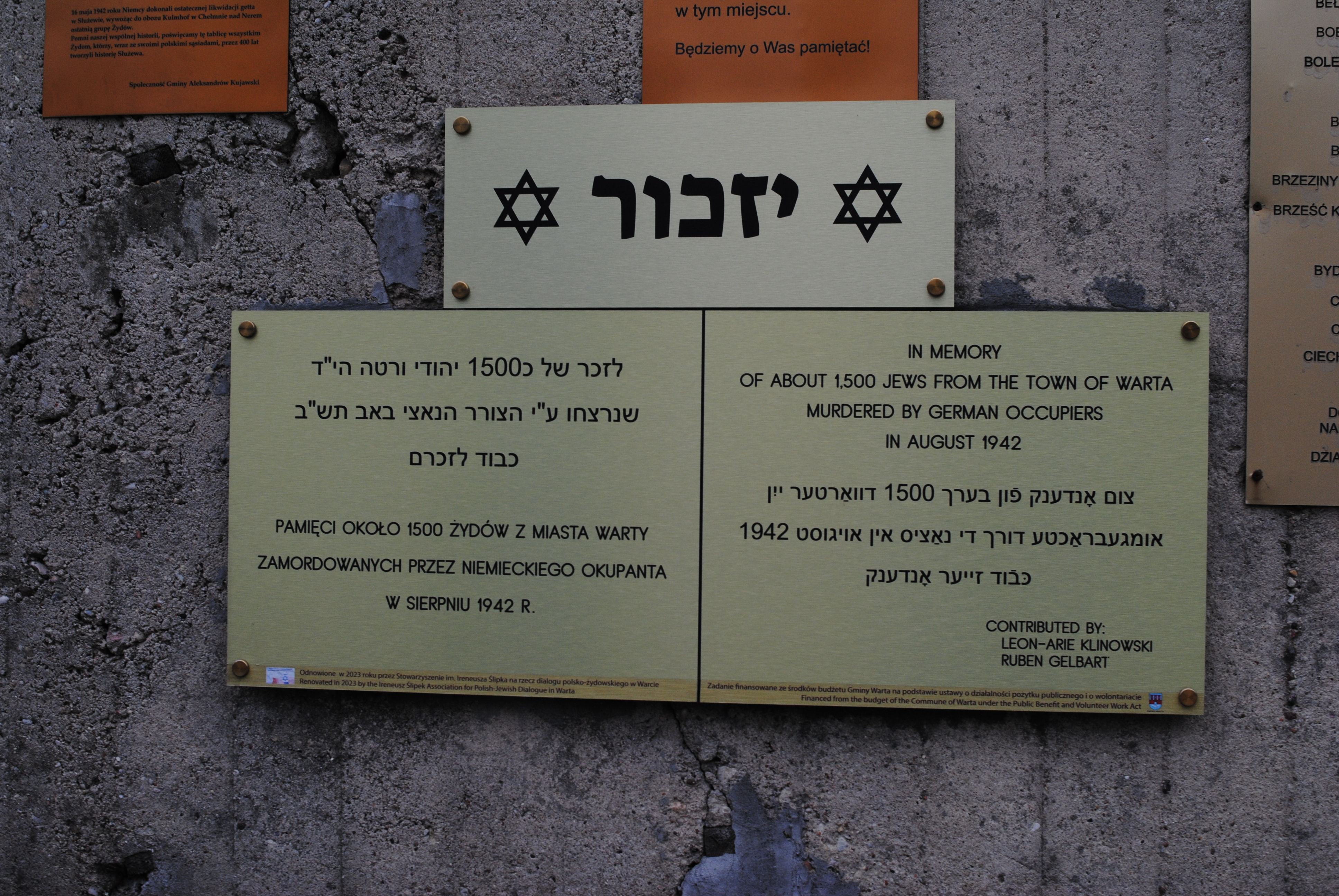
Tablica pamiątkowa poświęcona Żydom z Warty w Lesie Rzuchowskim

Getto w Warcie – getto żydowskie utworzone podczas II wojny światowej przez okupantów w Warcie.

## Historia
W 1921 roku w Warcie mieszkało 2025 Żydów, stanowili oni prawie 50% populacji miasta. W 1939 roku gmina żydowska w Warcie liczyła około 2000 członków.
Podczas kampanii wrześniowej zniszczona została synagoga oraz część dzielnicy żydowskiej. Po zajęciu miasta przez Niemców utworzono Judenrat. W listopadzie lub grudniu 1939 roku ogłoszono, że Żydzi z Warty mają zostać przesiedleni na Lubelszczyznę. Żydzi zostali następnie zebrani w jednym miejscu w przygotowaniu na deportację, następnego dnia wypuszczono ich do domów.
Getto w Warcie zostało utworzone w lutym 1940 roku. Objęło teren w rejonie ulic: 20 Stycznia, 1 Maja, Paszkowskiego, Sadowej, 15 Grudnia, Kaliskiej, Piekarskiej. Powierzchnia getta wynosiła 250 x 200 metrów. Według niektórych źródeł było to getto otwarte, inne wspominają z kolei, że było zamknięte. Jeszcze inne źródła uważają, że było to getto otwarte, a na jego terenie mieszkali również Polacy. W getcie działała policja żydowska.
Przez cały okres istnienia getta mogło w nim przebywać około 2400 Żydów. W momencie utworzenia getta uwięziono w nim również grupę 20 Żydów z Niemiec. Według listu wysłanego z getta do Jointu, w grudniu 1940 roku w getcie uwięzionych było około 1750 osób. Żydowscy rzemieślnicy i warsztaty zajmowały się dostarczaniem produktów dla Niemców. Młodzi Żydzi z getta zatrudniani byli jako robotnicy przymusowi w gospodarstwach rolnych w okolicy Warty. W styczniu 1941 roku rozpoczęły się wywózki więźniów getta do obozów pracy przymusowej. Jesienią 1941 roku do getta przybyła grupa uciekinierów z getta wiejskiego w Czachulcu.
14 kwietnia 1942 roku w publicznej egzekucji na terenie getta powieszono 10 Żydów – przewodniczącego Judenratu Izaaka Landaua, rabina Eliasza Laskowskiego wraz z synem oraz część członków Judenratu. Oficjalną przyczyną egzekucji było złamanie zakazu wysyłania chleba w paczkach przeznaczonych dla więźniów obozów pracy. Do wybudowania szubienic zmuszono funkcjonariuszy policji żydowskiej, a wszystkich więźniów getta zmuszono do udziału w egzekucji. W maju 1942 roku na tej samej szubienicy powieszono 17-latka oskarżonego o kradzież bochenka chleba.
W 1942 roku więźniówie getta zmuszani byli do pracy w fabryce amunicji w Warcie. Akcja likwidacyjna getta przeprowadzona została w dniach 22–25 sierpnia 1942 roku. Początkowo więźniowie getta zostali zebrani na miejscowym boisku, skąd przeprowadzono ich do kościoła farnego, część Żydów skierowano także do klasztoru bernardynów. Żydzi przetrzymywani byli przez trzy dni bez jedzenia i picia. Podczas likwidacji zamordowano przynajmniej 16 starców oraz chorych, zastrzelono również młodą matkę z noworodkiem. Z wycieńczenia zmarli również niektórzy Żydzi przetrzymywani w klasztorze. 
Około tysiąca więźniów getta wysłano do obozu zagłady w Chełmnie nad Nerem i tam zamordowano, 447 młodszych i silniejszych Żydów wysłano z kolei do getta łódzkiego. Z ostatniego transportu próbę ucieczki podjęła Chana Rosa Fridman z małym dzieckiem, została jednak postrzelona przez żandarma, a następnie ranna zamknięta z dzieckiem w szopie przy domu grabarza na cmentarzu żydowskim, po kilku dniach wraz z dzieckiem została zakopana żywcem.
Meble pozostawione przez Żydów zostały przekazane miejscowej ludności, część mienia została natomiast skonfiskowana przez łódzkie gestapo.
W 2015 roku śledztwo w sprawie działalności getta prowadził pion śledczy Instytutu Pamięci Narodowej w Łodzi